# Antoni Franciszek Wolski
Antoni Franciszek Wolski (ur. 29 stycznia 1875 w Zakroczymiu, zm. 11 kwietnia 1954 w Bieżuniu) – polski lekarz, działacz społeczny.

## Życiorys
Był synem Arkadiusza i Aliny z Kozłowskich. Ojciec, potomek arystokratycznego rodu Dunin-Wolskich, jako liberał odrzucił przydomek szlachecki; pracował jako komornik w Zakroczymiu. Po jego śmierci rodzina zamieszkała w Płocku, gdzie Alina Wolska prowadziła stancję, dodatkowo udzielając prywatnych lekcji muzyki. Antoni Wolski, wychowany w trudnych warunkach materialnych, ukończył płockie Gimnazjum Gubernialne; podjął następnie studia medyczne na Cesarskim Uniwersytecie Warszawskim, uwieńczone dyplomem lekarza 9 listopada 1902. W 1903 zamieszkał w Żurominie, prowadząc tamże przez pięć lat praktykę lekarską. W 1908 osiadł w Bieżuniu, z którym pozostał związany do końca życia.
W Bieżuniu prowadził w charakterze lekarza obwodowego lecznicę (na dziesięć łóżek), występował jako internista, położnik-ginekolog, rzadziej chirurg. Zaangażował się także w działalność społeczną; był od 1904 członkiem Rady Nadzorczej Oddziału w Bieżuniu Towarzystwa Kredytowego miasta Płocka, w 1910 współorganizował Kasę Oszczędnościowo-Pożyczkową w Bieżuniu i objął funkcję prezesa. W 1908 przy jego dużym udziale powstało Towarzystwo Ochotniczej Straży Ogniowej w Bieżuniu, dwa lata później Wolski został prezesem zarządu i pozostawał na tym stanowisku przez kilkadziesiąt lat – do 1945. Wolski podejmował również inicjatywy kulturalne, założył w Bieżuniu orkiestrę (1910) oraz zespół dramatyczny miejscowej inteligencji, w którym sam zazwyczaj pełnił obowiązki reżysera i odtwarzał główne role.
Po odzyskaniu przez Polskę niepodległości i przekształceniach organizacyjnych w służbie zdrowia bieżuński szpitalik został zlikwidowany, co skutkowało utratą stałej pensji przez miejscowego lekarza. Utrzymywał się on w tym czasie z praktyki prywatnej, dodatkowo uzupełnionej o obowiązki lekarza domowego Ubezpieczalni Społecznej w Płocku. W ramach tej ostatniej funkcji sprawował opiekę nad 81 ubezpieczonymi i ich rodzinami.
W latach okupacji został wysiedlony z mieszkania, ale mógł pozostać w Bieżuniu, a jego umiejętności lekarskie wykorzystywali również Niemcy w ambulatorium w Sierpcu. Oficjalnie leczył ubezpieczonych pracowników polskich, udzielał jednocześnie pomocy medycznej i materialnej członkom ruchu oporu, aczkolwiek sam do żadnej podziemnej organizacji nie należał. Po wojnie, mimo podeszłego wieku kontynuował pracę w Bieżuniu, także po 1949, kiedy ze względu na ciężką chorobę zmuszony był pozostawać w łóżku; będąc jedynym lekarzem w miejscowości przyjmował pacjentów w bezruchu, w pozycji półsiedzącej. Dopiero w 1952 podjął pracę w Bieżuniu inny lekarz.
Od 1902 był żonaty (żona Janina Małkiewicz), miał jedną córkę Jadwigę, zmarłą na gruźlicę w 1936. Odznaczony był Srebrnym Krzyżem Zasługi oraz szeregiem odznak strażackich. Zmarł 11 kwietnia 1954 w Bieżuniu i tamże został pochowany.